# Naxxar Lions
El Naxxar Lions es un equipo de fútbol de Malta que milita en la Premier League de Malta, la liga de fútbol más importante del país.

## Historia
Fue fundado en el año 1920 en el poblado de Naxxar, al norte de Malta; y es el equipo de fútbol más viejo del norte del país, teniendo sus primeros logros en la década de los años 1940s, en las cuales abandonaron los niveles inferiores de Malta.
Han estado en varias ocasiones en la Premier League de Malta, aunque no hace mucho estuvieron en la Tercera División de Malta, pero han logrado ascensos consecutivos desde la temporada 2009/10 hasta el punto que regresaron a la máxima categoría para la temporada 2013/14.

## Palmarés
- Primera División de Malta: 1

2012/13

## Jugadores

### Jugadores destacados
- Ganni Catania[2]
- Pawlu Friggieri[2]
- Ċensu Friggieri[2]
- Raymond Xuereb[3]

## Entrenadores
- Terenzio Polverini (1999-2000)
- Dennis Fenech (2007-2011)
- Winston Mucat (2011-octubre de 2014)
- Jesmond Zerafa (octubre de 2014-2015)[4]
- Stefano Grima (2015-octubre de 2015)[5]
- Clive Mizzi (octubre de 2015-?)[6]